# Guerau Gener
Guerau Gener (Barcelone, 1369 - id., 1408-1411) est un peintre représentatif de la première période du gothique international en Catalogne.

## Biographie
Formé à Valence, il collabore avec Andreu Marçal de Sax et Gonçal Peris Sarrià. Il a également été en relation avec Lluis Borrassà à partir de 1391. La première œuvre connue de Guerau Gener est le Retable de saint Barthélemy et sainte Isabelle, destiné à la cathédrale de Barcelone. Lui sont également commandés par la suite des retables pour la cathédrale de Monreale (réalisé entre 1407 et 1409) et le grand retable du monastère de Santes Creus (réalisé entre 1407 et 1410) auquel ont également contribué Pere Serra et Lluís Borrassà.